# Bullying (filme de 2009)
Bullying (no Brasil: Bullying: Provocações sem Limites) é um filme de drama espanhol dirigido por Josetxo San Mateo. O filme estreou no Festival de Málaga de Cine Español em abril de 2009 e chegou aos cinemas espanhois em 23 de outubro de 2009. O filme conta a vida de um menino chamado Jordi, que sofre bullying por ser inteligente, rápido nas respostas que dá ao professor e quieto. Ele e sua mãe se mudam para um novo prédio para começar uma vida nova, devido à morte de seu pai. No começo parece tudo ser perfeito, até Jordi entrar na nova escola e conhecer Nacho, que o provoca, transformando sua vida em um inferno. Fazendo brincadeiras horriveis. Fazendo bullying verbal, físico e emocional.

## Elenco
- Albert Carbó - Jordi
- Joan Carles Suau - Nacho
- Carlos Fuentes - Bruno
- Laura Conejero - Julia
- Jian itambé- "Annia"
- Elsa Montanuy - Paula
- Estefanía Justicia  - Bea
- David Ondategui - David
- Maria de la Pau Pigem - Diretora
- Juli Fábregas - Tutor
- Marcos Aguilera - Marcos
- Daniel Casadella - Juan
- Ariadna Lliveria - Elena
- Albert Ruiz - Entregador
- Felipe Bravo - Chico Rubio
- Nadeska Abreu - Estela
- Osvaldo Ayre - Nestor
- Juan Miguel Díez - 'Expositor
- Mónica Moreira - Veterinária
- Marisa Duaso - Mulher pintada
- Pep Payo - Consertador
- Carlos Punyet - Médico de urgência
- Jordi Colomer - Médico de UCI
- Montse Mostaza - Repórter de TV

## Enredo
O filme começa mostrando uma paisagem e uma escola. A diretoria inicia o diálogo com uma mulher falando que, após ver os prós e os contras da situação, aceitou Jordi, o filho dela, no colégio, após ver que ele tem um bom histórico escolar. Porém adverte que ele pode se prejudicar por entrar no meio do ano. Sua mãe Julia conta que estava preocupada em arranjar uma escola para o filho e diz precisar ir embora, porque vai começar a trabalhar. Um professor acompanha Jordi até a sala de aula, onde apresenta-o aos alunos e mostra seu lugar. Logo de início, o aluno se demonstra inteligente, respondendo as perguntas que o educador faz a classe. Na hora da saída, Jordi conversa com uma garota, que lhe pergunta onde mora. Depois, aparece Nacho, um colega que apresenta Juan e Marcos e oferece um cigarro e um baseado ao recém-chegado, mas ele rejeita. O professor de Educação Física chama o garoto para ir jogar Basquete, pois soube que ele é um bom jogador. No jogo, ele acaba sendo derrubado duas vezes por Nacho, que é expulso do jogo, e Jordi é aceito no time.
No elevador de seu edifício, um homem fumante e que tosse muito, chamado Bruno, pede ao garoto paraque faça seu cachorro parar de latir. Já no seu apartamento, o garoto conversa com sua mãe sobre a mudança, e, durante esse momento, ele vê Nacho na sacada ao lado. A cadela de Jordi foge e o garoto vai atrás dela na cobertura do prédio, onde seu colega e vizinho mira nele, ameaça atirar sem que perceba, mas exita. Enquanto navegava na internet pelo notebook, o homem que Jordi apelidou como Freddie Krueger toca a campainha e promete fazer da vida dele de sua mãe, Julia, um inferno, caso não parassem as marteladas, os latidos e as músicas insuportáveis.
Durante uma prova, Nacho coloca algo, provavelmente algum remédio ou laxante, em uma garrafa de água e repassa a Jordi, para que ele beba e assim o faz. Após isso, fora da sala, no momento em que era fotografado com alguns colegas, o garoto passa mal e vai correndo até o banheiro, onde a turma de Nacho o esperava. O calouro sente dor de barriga, defecando em suas próprias roupas, tendo suas calças abaixadas pelo colega que ali estava, deixando-o humilhado perante aos outros. Ao chegar em casa, Jordi esconde as vestimentas que sujara e conversa com sua mãe sobre outros assuntos. Em outro momento, passeia com ela no parque, enquanto o seu colega e opressor conversa com uma garota, que revela o fato de que ele é agredido por seu pai. O estudante que recentemente se mudara é hostil quando seu vizinho o cumprimenta e revela que mora no apartamento ao lado.
Na saída da escola, Jordi aparece conversando com dois amigos, até que Nacho aparece de moto, pede desculpas e oferece levá-lo para casa. Ao chegarem no edifício, o colega convida o garoto para sua festa de aniversário que aconteceria no sábado. No dia estipulado, Jordi aparece e presenteia o aniversariante com um DVD que acabara de gravar, todavia, descobre que aquela falsa comemoração só serviria para oprimi-lo: os garotos obrigam-o a beber, fumar e dançar, até o momento que o falso aniversariante coloca uma arma em sua cabeça, uma ameaça que não passa de uma brincadeira. Ao ir embora, o garoto vomita; a mãe se assusta ao ver ele chegar com cheiro de bebida e cigarro, e Jordi apenas diz que experimentou álcool e cigarro como outros jovens faziam, escondendo o que realmente aconteceu.
No treino de basquete, Jordi conversa com o professor. Ao término, a turma de Nacho o persegue e o leva ao banheiro, onde o líder do grupo urina sobre ele, enquanto os outros rapazes seguram o assediado. Quando percebem a aproximação de alguém, os assediadores saem do banheiro, e algumas meninas encontram o assediado em um mau estado, dizendo que talvez ele merecesse aquilo que estava acontecendo por não reagir. Passeando por uma praça, o garoto conversa com Bruno, até ele se afastar, momento em que Jordi é intimidado por Nacho e David, sedo que o primeiro quebra a pata da cadela como forma de aviso do que ele seria capaz de fazer. Após isso, Bruno surge e vê o animal machucado, estranhando como aquilo acontecera, mas diz que o animal ficará bem. Os dois falam por um tempo, Bruno desvia a conversa quando Jordi toca no assunto família. No dia seguinte, o garoto e sua mãe vão até a veterinária, onde ficam sabendo que sua cadela melhoraria em poucos dias.
Na escola, um especialista em bullying fala sobre o assunto, conta que em situações de assédio, a vítima começa a pensar que ela é a culpada do que está acontecendo. No momento em que ia para casa, Nacho promete ao garoto terminar com as brincadeiras novamente, mas vai até a sua casa e ameaça quebrar todas as patas da cadela, caso ele viesse a não cumprir o que lhe fora estipulado. O garoto entra em um site sobre bullying, onde ele encontra uma garota que vive a mesma situação de assédio, chamada Ania. E em meio a um passeio de barco, ela conta a situação que vive, devido à sua cor de pele, cabelos e por ser filha de imigrantes, apesar de ter nascido no país.
Na manhã seguinte, Jordi recebe uma mensagem no celular, onde Nacho diz que quer conversar com ele por não ter feito a sua lição com esperado. Isso faz com que o garoto falte por vários dias a escola e volte a se encontrar com Ania. Em seu edifício, ele conversa com Bruno sobre o que está acontecendo - o namoro dele com a garota. Certo dia, Julia flagra seu filho em casa e descobre que ele anda faltando às aulas. Em decorrência disto, o garoto é levado por sua mãe até o colégio, onde os dois dialogam com o educador sobre o que está acontecendo, o motivo das faltas. Após isso, o rapaz promete voltar a frequentar normalmente às aulas.
No colégio, Nacho diz que irá protegê-lo se ele fizer as lições de casa dele, der metade de sua mesada e mais algo a ele, e conta que está lhe preparando uma surpresa. Em outro momento, é revelado o que ele planejava: Jordi e o grupo de Nacho iriam se relacionar sexualmente com uma mulher, uma garota de programa. Entretanto, o rapaz reage, faz com que seu vizinho sangre e acaba quase sendo afixiado por ele com uma sacola de plástico, mas a turma opressora vai embora e ele permanece chorando, após retirar a sacola de sua cabeça.
Em uma praça, Bruno e Jordi conversam, até quando o garoto se curva para pegar a cadela e o homem descobre os machucados do adolescente. A mãe é advertida e, sabendo disto, leva o filho até um médico, onde se revelam as contusões e o sangue pisado, e o profissional da saúde diz que terá de avisar a polícia sobre o caso. Julia está sentindo que o filho está diferente, pensa que ele esteja sofrendo assédio e pede medidas drásticas para a diretora, que nega que tal situação exista na sua escola. O garoto então volta a visitar sua namorada na loja de seus pais e a leva até a praia, local em que expõe o fato de também ser uma vítima de bullying.  A diretora decide chamar alunos da classe do garoto que recentemente chegara a escola, incluindo ele, e interroga-os: quer saber se eles conhecem algum aluno que sofra assédio, mas todos negam, até mesmo a vítima. E em casa, o garoto vê as mensagens na internet que sua namorada lhe envia, e logo após recebe a ameaça de Nacho, com vídeo de quando sofre opressão.
Bruno presencia o garoto no parque sofrendo intimidações. Logo após, os dois conversam: o homem conta que está se mudando e diz que já sabe de tudo sobre o que acontece com ele e o rapaz pede para que não conte nada a ninguém. Todavia, o homem ameaça Nacho, não quer que ele volte a agredir o adolescente que se tornara seu amigo, e isso faz com que, no dia seguinte, o colega de classe o intimide novamente, jogando um haltere sobre seu pescoço, enquanto permanece com a boca fechada por uma fita e deitado, e, depois deles partirem, o assediado parte.
Enquanto estava estudando, Jordi vê em um telejornal que sua namorada fora espancada demasiadamente e vai parar em um hospital. E le decide visitá-la e a encontra internada. Após observar Ania tendo uma crise, ele desaparece, acreditando que ela morrera e que a culpa fora sua, por não ter avisado os pais dela sobre a situação que a garota vivia. Julia e Bruno começam a procurar o garoto em todos os lugares. Os dois vão até a diretoria e expõem o fato de que Jordi está sofrendo bullying, e tem como provar, afinal, o homem fora testemunha de vários dos assédios. Isso faz com que a diretora vá investigar o caso, convoca o grupo de Nacho e um deles revela que estavam perturbando o garoto.
À noite, no prédio, Bruno observa que Jordi está a ponto de se suicidar e vai até o topo do edifício. Tenta convencer o garoto a sair dali, não prosseguir com aquela ação, pois os culpados de tudo que aconteceu com ele e Ania eram os assediadores, não ele. Mesmo assim, o garoto não aguenta mais e salta do edifício.
O corpo é velado. Estão presentes no velório, dentre outras pessoas Julia, Bruno, Ania, agora em uma cadeira de rodas, a diretora e o professor. O vizinho se despede de Julia e conta a ela que vai atrás de seu filho - tudo isso porquê fora motivado por Jordi. Na escola, o professor comenta a morte do aluno, espera que aquele acontecimento sirva como lição e que não tenha sido em vão. Por fim, são reveladas estatísticas sobre o bullying na Europa, onde aparece o Reino Unido é o país com maior número de casos e a Espanha tendo um a cada quatro alunos sofrendo assédio, ou seja, 25% da população estudantil.